# Kelvin Clarke
Kelvin Leslie Clarke (sinh ngày 16 tháng 7 năm 1957) là một cựu cầu thủ bóng đá người Anh thi đấu ở Football League ở vị trí hậu vệ cho Walsall. Clarke sinh ra ở Willenhall, là người thứ 4 trong 5 anh em (Frank, Allan, Derek và Wayne) đều chơi bóng ở Giải vô địch. Ông ký hợp đồng với Walsall với tư cách học việc, và thi đấu chuyên nghiệp vào tháng 7 năm 1975. Ông có 9 lần ra sân, nhưng không ghi bàn, trước khi chấn thương mắt cá buộc ông phải giải nghệ năm 1978.